# 2073 Janáček
A 2073 Janacek (ideiglenes jelöléssel 1974 DK) a Naprendszer kisbolygóövében található aszteroida. Luboš Kohoutek fedezte fel 1974. február 19-én.